# Wei Xiaojie
Wei Xiaojie (chinesisch 魏 小傑 / 魏 小杰, Pinyin Wèi Xiǎojié; * 1989) ist eine chinesische Marathonläuferin.
2008 wurde sie Dritte beim Shanghai-Marathon. 2011 siegte sie beim Zheng-Kai-Marathon mit ihrer persönlichen Bestzeit von 2:26:41 h und beim Peking-Marathon.
2012 wurde sie Zwölfte beim Chongqing-Marathon.
Wei Xiaojie studiert am Dalian Institute of Arts. 2011 benannte sie sich von Wei Jie in Wei Xiaojie um, um Verwechslungen mit einer gleichnamigen Langstreckenläuferin zu vermeiden.